# Ritva Koukku-Ronde

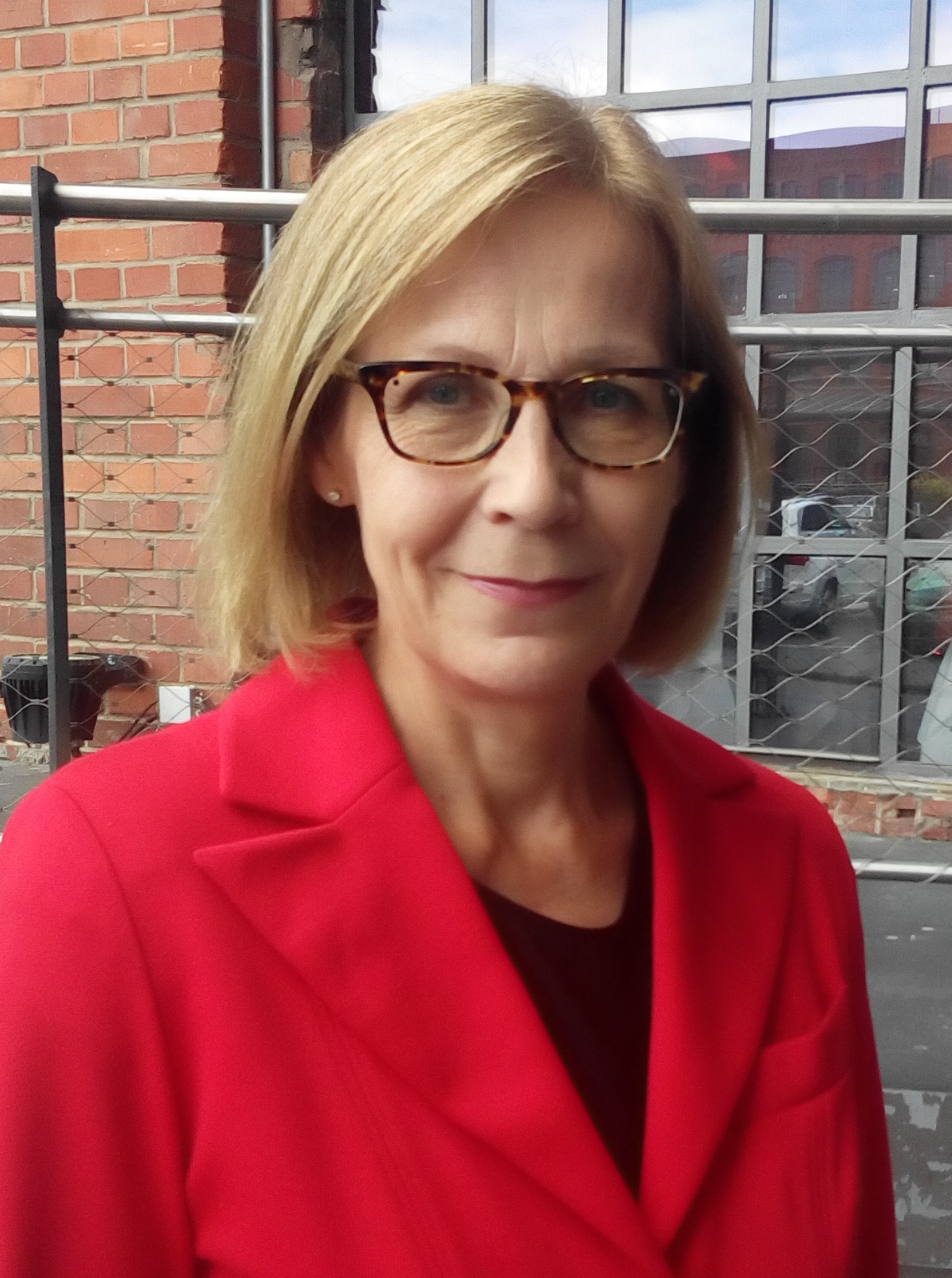
Ritva Koukku-Ronde (2016)

Ritva Koukku-Ronde (* 15. April 1956) ist eine finnische Diplomatin. Sie war von September 2015 bis Mai 2019 Botschafterin ihres Landes in Berlin.

## Werdegang
Ritva Koukku-Ronde absolvierte 1982 ein Studium mit den Fächern Geschichte, Internationale Politik und Massenkommunikation an der Universität Tampere. Anschließend war sie als freiberufliche Journalistin tätig.
Nach dem Eintritt in den diplomatischen Dienst wurde Koukku-Ronde 1985 Attachée in der Abteilung Presse und Kultur des Außenministeriums. Im folgenden Jahr wechselte sie an die Finnische Botschaft in Bonn, bevor sie 1987 als Attachée in die Abteilung Entwicklungszusammenarbeit des Ministeriums zurückkehrte. Von 1987 bis 1990 arbeitete sie an der Botschaft in Nairobi, wo sie von der Zweiten zur Ersten Sekretärin und stellvertretenden Missionsleiterin befördert wurde. Im Jahr 1990 wurde Koukku-Ronde zur Botschaftsrätin und stellvertretenden Missionsleiterin in Den Haag ernannt. Im Ministerium arbeitete sie 1994 in der Abteilung für die Europäische Union und 1995 als persönliche Assistentin des Direktors der politischen Abteilung. Dort leitete sie bis 1998 die Abteilung für Entwicklungsfragen der Vereinten Nationen.
Koukku-Ronde übernahm 1998 als Gesandtin die stellvertretende Leitung der Botschaften in Bonn und Berlin. Fünf Jahre später wurde sie stellvertretende Leiterin der Abteilung für europäische Angelegenheiten im Außenministerium. Seit 2009 Staatssekretärin, leitete sie dort seit 2005 die Abteilung für Entwicklungspolitik. Koukku-Ronde wurde 2011 zur finnischen Botschafterin in den Vereinigten Staaten ernannt.
Ritva Koukku-Ronde wurde am 28. September 2015 zur außerordentlichen und bevollmächtigten Botschafterin der Republik Finnland in Deutschland akkreditiert. Sie kehrte im Mai 2019 nach Finnland zurück und wurde zum 1. Dezember 2019 zur finnischen Botschafterin im indischen Neu-Delhi ernannt.
Koukku-Ronde ist Ehefrau des niederländischen Chemikers Hidde Ronde und Mutter von zwei Töchtern.